# Ilya Velchev
Ilya Velchev (em búlgaro:  Илия Велчев, 25 de fevereiro de 1925 – data de morte desconhecido) foi um ex-ciclista olímpico búlgaro. Velchev representou sua nação em três eventos nos Jogos Olímpicos de Verão de 1952.